# Dayak

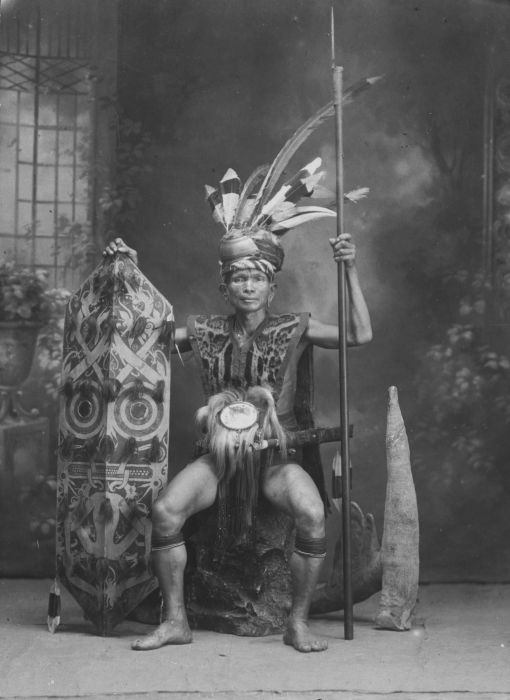
Chefe Dayak

O Dayak ou Dyak é uma etnia de Bornéu.  É um termo vago para mais de 200 subgrupos, localizados principalmente no interior do Bornéu, cada um com seu próprio dialeto, costumes, leis, território e cultura, apesar de traços distintivos comuns são facilmente identificáveis. Um dos maiores subgrupo é o Iban.  As línguas Dayak são categorizadas como parte das línguas austronésias na Ásia. Os Dayaks eram animistas; No entanto, muitos foram convertidos ao cristianismo, ou abraçaram o Islã mais recentemente. As estimativas para a faixa da população Dayak são de 2 a 4 milhões.

## Cultura tradicional

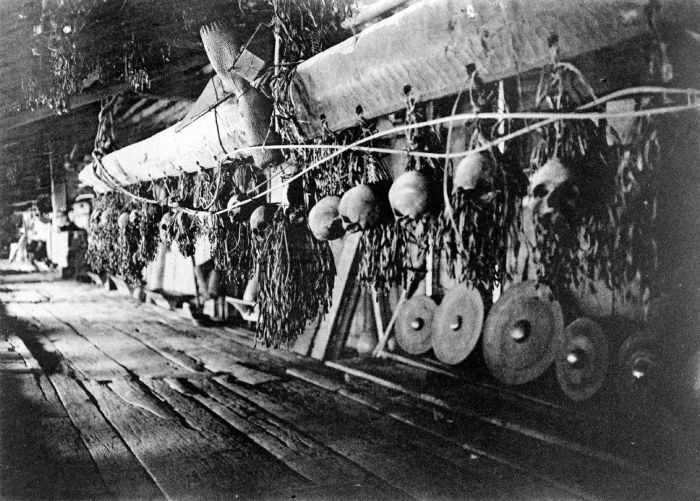
A galeria no interior de um casa Dayak Kajan com caveiras e armas ao longo da parede, exibindo sua cultura de caçadores de cabeça

No passado, os Dayaks eram temidos por sua antiga tradição e prática de caçadores de cabeça. Após a conversão ao cristianismo ou islamismo e a legislação, por parte dos poderes coloniais proibindo, a prática desapareceu, apenas para ressurgir no final dos anos 90, quando os Dayaks começaram a atacar imigrantes Madurese em uma explosão de violência étnica.